# БЗНС (Николай Ненчев)
Вижте пояснителната страница за други значения на БЗНС.
Българският земеделски народен съюз (БЗНС) е центристка земеделска политическа партия в България.

## История
Тя е образувана през 2008 г. с отделянето от дотогавашния БЗНС с лидер Георги Пинчев на група, водена от Николай Ненчев. През следващите години двете организации водят спорове за правата върху името БЗНС. През 2011 г. Централната избирателна комисия за пръв път признава тези права на групата на Ненчев. На 28 май 2022 г. за председател на БЗНС е избран Илия Зюмбилев